# چوب‌خزک قهوه‌ای‌روشن
چوب‌خزک قهوه‌ای‌ساده یا چوب‌خزک قهوه‌ای‌روشن (نام علمی: Dendrocincla fuliginosa)، یک پرنده گنجشک‌سان فرعی در زیرتیرهٔ چوب‌خزکان (Dendrocolaptinae) از تیرهٔ تنورمرغان (Furnariidae) است که در نواحی گرمسیری از هندوراس تا آمریکای جنوبی تا مرکز برزیل و در ترینیداد و توباگو یافت می‌شود.